# Анкона (порода курей)
Анкона — порода курей м'ясо-яєчного напряму, що виникла в регіоні Марці, Італія. Вона названа на честь міста Анкона, столиці Марке. Популярна у Великій Британії та США, але рідко зустрічається в Італії. У 2000 році було розпочато ініціативу щодо відновлення породи.

## Історія
Анкона виникла в центральній Італії, де це була найпоширеніша порода курей. Під час виведення фермери використовували таких курей, як доркінг та суссекс. Перші анконські кури були імпортовані до Великобританії в 1851 році і почали розлучатися і там. Деякі птахи були експортовані з Великобританії до США в 1888 році. Кури цієї породи з рожевим гребінцем були вперше показані у Бірмінгемі у 1910 році.
У США анкона з невеликим гребінцем була визнана Американською асоціацією птахівників у 1898 році, а з рожевим у 1914. Як і деякі інші породи курей, анкони стали рідкісними через виведення більш продуктивних кросів свійської птиці. Багато особин цієї породи було виведено професором Річчі ді Вальмадрера. В даний час інтерес, що відновився, до старовинних пород дозволив загалом відновити породу, яка наприкінці XIX—початку XX століть була добре представлена на італійських і зарубіжних виставках свійської птиці. Приблизно у 2000 році було розпочато ініціативу щодо відновлення породи.

## Галерея

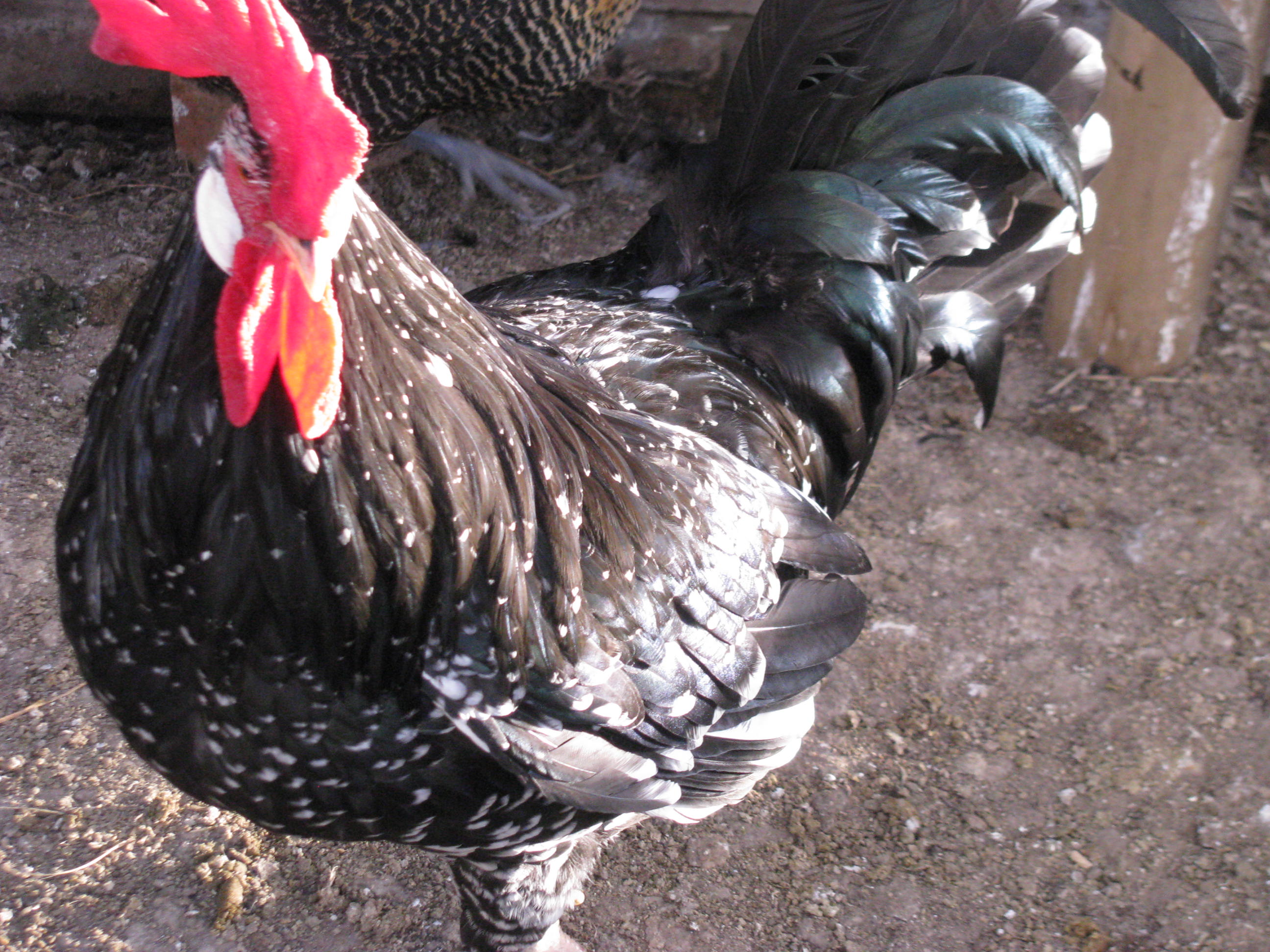
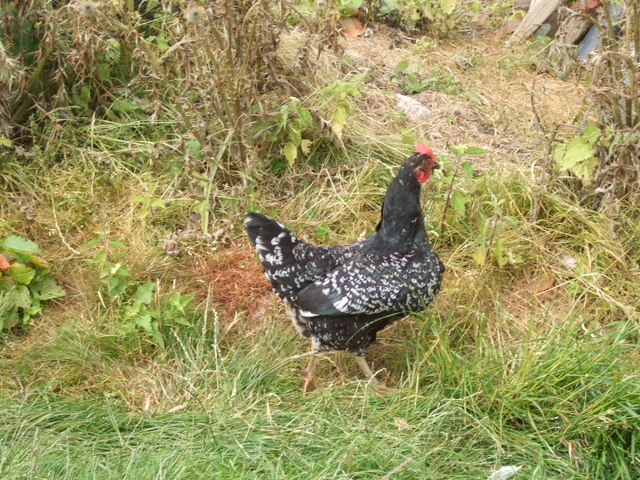
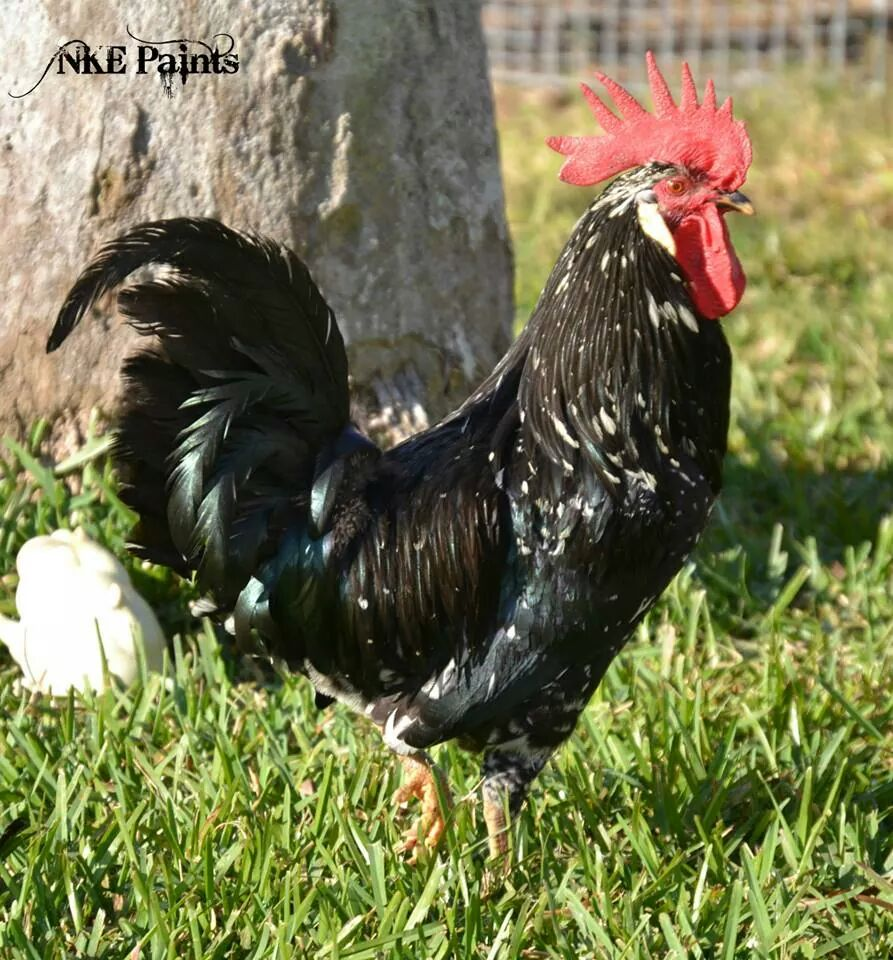
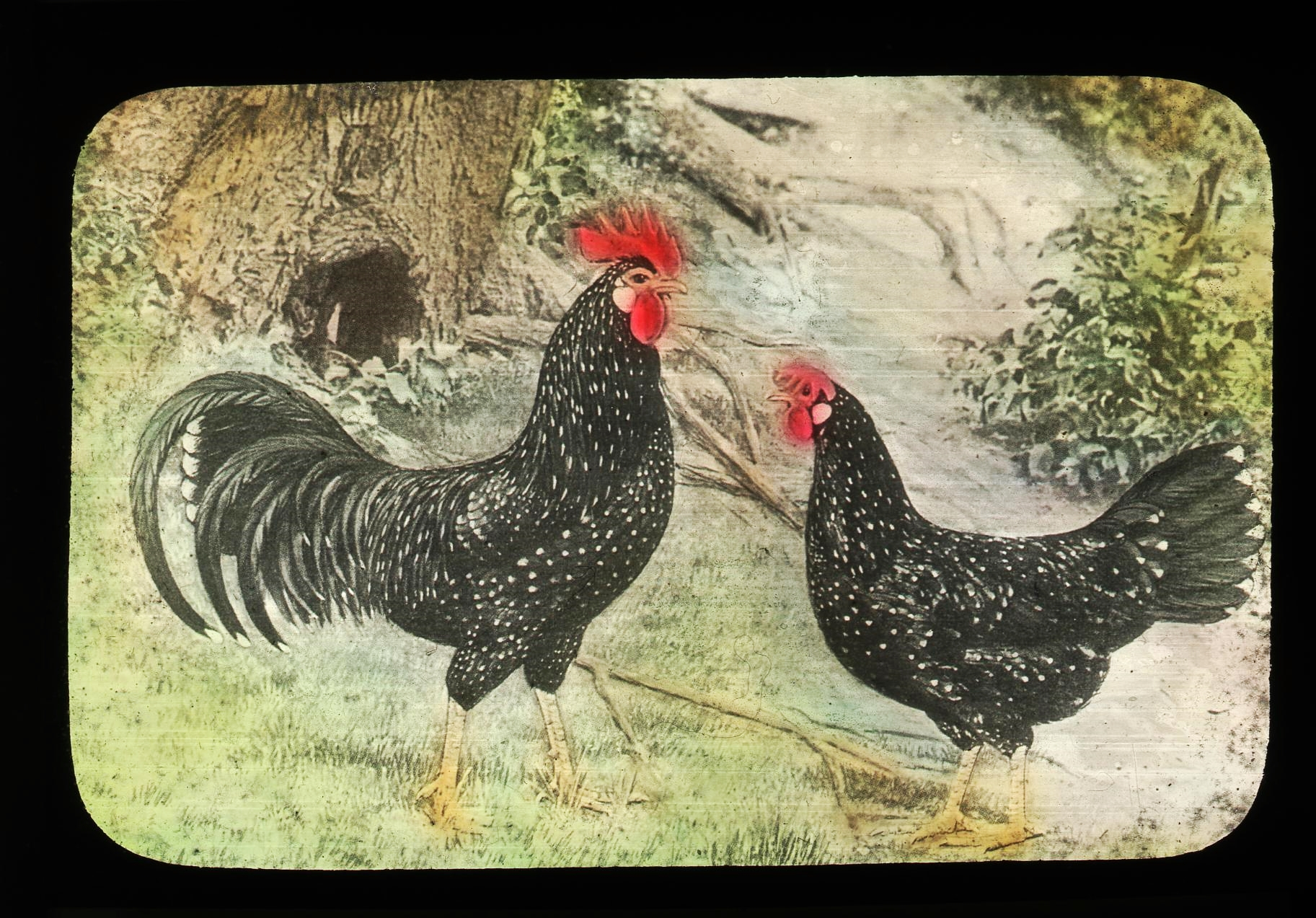